# Alternative Press
Alternative Press (ou comummente referida no site e na revista como AP) é uma revista de música norte-americana sedeada em Cleveland, Ohio que primariamente se foca em pop punk, post-hardcore, indie rock, ska, hardcore punk, rock alternativo e os seu respectivos sub-géneros, fornecendo entrevistas, fotos, informação sobre futuros lançamentos e tabelas de música. Foi fundada em 1985 por Mike Shea, que é o seu actual presidente.
Norman Wonderly é o publicador e Katherine Poecze a gerente. Jason Pettigrew é o editor-chefe, Rachel Lux a editora-gerente, Scott Heisel é o editor musical, enquanto Tim Karan é o editor-assistente.